# 381 mm/50 Ansaldo Mod. 1934
381 mm/50 Ansaldo Mod. 1934 e корабно оръдие с калибър 381 mm разработено и произвеждано в Италия. На въоръжение е в Кралските ВМС на Италия. Това оръдие е развитие на 381-мм оръдия Mod. 1914, разработено за така и недостроените линейни кораби от типа „Франческо Карачоло“. Моделът от 1934 г. е разработен от компанията Ansaldo, също се произвежда по лиценз от компанията OTO. Разликите между моделите са незначителни. Използват се във Втората световна война като главен калибър на линейните кораби от типа „Литорио“.

## История на създаването
Започвайки от 1928 г., в Италия се водят работи за определянето на облика на бъдещите линкори на Regia Marina. Създадени са редица проекти, снабдени с артилерия от 254 до 406 милиметра. При това като най-добър се оценява най-големия калибър. Обаче италианската промишленост от онова време не разполага нито с оборудването, нито с необходимия опит за създаването на 406-мм оръдия. Изборът на такъв калибър предполага значителен технически риск и може съществено да удължи сроковете за готовност на новите линкори. Заедно с това, промишлеността вече има опит в производството на оръдия с калибър 381 мм. По-рано са произведени 23 оръдия за останалите си непостроени линкори тип „Франческо Карачоло“. Считала се, че разработката на ново оръдие 381-мм калибър няма да има големи проблеми, а намаляването на калибъра може да се компенсира с увеличаване на броя оръдия на ГК на линкорите – 9 вместо 8, и с увеличаване на началната скорост на снаряда.
Конкурсът за разработката и производството на артилерията за бъдещите линкори от типа „Литорио“ е обявен на 12 април 1934 г. В него вземат участие двата италиански производителя на тежка артилерия за флота – Ansaldo и OTO. Предложенията от компаниите постъпват на 17 май 1934 г., при това компанията Ansaldo има цена доста по-ниска, отколкото нейния конкурент. Макар предложението на Ansaldo да е признато за по-приемливо, флотът не желае да зависи само от един доставчик. В крайна сметка на компанията Ansaldo е възложено разработката и изпитанията на оръдията, а поръчката за производството им е разделена между Ansaldo и OTO.